# Rhabdoena mirifica
Rhabdoena mirifica is een slakkensoort uit de familie van de Enidae. De wetenschappelijke naam van de soort is voor het eerst geldig gepubliceerd in 1992 door Bank & Menkhorst.